# 第三高卢军团
第三高卢军团（英語：Legio III Gallica）古罗马军队建制名称。由尤利乌斯·凯撒于公元前49年建立。该军团曾参加罗马内战并发挥作用，后又在罗马帝国对亚洲的战争中具有重要地影响与积极意义。

## 外部链接

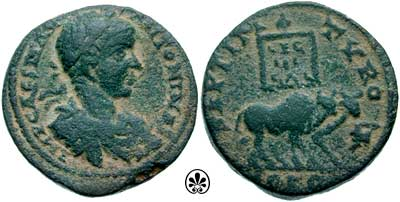
第三高卢军团的相关文物（左：该军团的支持者，后来成为罗马皇帝的埃拉伽巴路斯头像；右；军团象征公牛）